# ويلمنغتون (ديلاوير)
مدينة ويلمنغتون (بالإنجليزية: Wilmington)‏ هي مدينة تقع في ولاية ديلاوير إحدى ولايات الولايات المتحدة. تعتبر أكبر مدينة في الولاية. تتميز المدينة بشركات الأدوية حتى تم وصفها بانها عاصمة الدواء في العالم.

## المناخ
يظهر الجدول التالي التغييرات المناخية على مدار السنة لويلمنغتون:
| البيانات المناخية لـويلمنغتون       | البيانات المناخية لـويلمنغتون | البيانات المناخية لـويلمنغتون | البيانات المناخية لـويلمنغتون | البيانات المناخية لـويلمنغتون | البيانات المناخية لـويلمنغتون | البيانات المناخية لـويلمنغتون | البيانات المناخية لـويلمنغتون | البيانات المناخية لـويلمنغتون | البيانات المناخية لـويلمنغتون | البيانات المناخية لـويلمنغتون | البيانات المناخية لـويلمنغتون | البيانات المناخية لـويلمنغتون | البيانات المناخية لـويلمنغتون |
| الشهر                               | يناير                         | فبراير                        | مارس                          | أبريل                         | مايو                          | يونيو                         | يوليو                         | أغسطس                         | سبتمبر                        | أكتوبر                        | نوفمبر                        | ديسمبر                        | المعدل السنوي                 |
| ----------------------------------- | ----------------------------- | ----------------------------- | ----------------------------- | ----------------------------- | ----------------------------- | ----------------------------- | ----------------------------- | ----------------------------- | ----------------------------- | ----------------------------- | ----------------------------- | ----------------------------- | ----------------------------- |
| الدرجة القصوى °ف (°م)               | 75 (24)                       | 78 (26)                       | 86 (30)                       | 97 (36)                       | 98 (37)                       | 102 (39)                      | 106 (41)                      | 107 (42)                      | 100 (38)                      | 98 (37)                       | 85 (29)                       | 75 (24)                       | 107 (42)                      |
| الحد الأقصى المتوسط °ف (°م)         | 61.2 (16.2)                   | 63.1 (17.3)                   | 73.7 (23.2)                   | 82.6 (28.1)                   | 88.3 (31.3)                   | 93.2 (34.0)                   | 96.0 (35.6)                   | 93.7 (34.3)                   | 89.1 (31.7)                   | 81.6 (27.6)                   | 72.5 (22.5)                   | 63.9 (17.7)                   | 96.9 (36.1)                   |
| متوسط درجة الحرارة الكبرى °ف (°م)   | 40.2 (4.6)                    | 43.5 (6.4)                    | 52.4 (11.3)                   | 63.5 (17.5)                   | 73.0 (22.8)                   | 81.8 (27.7)                   | 86.1 (30.1)                   | 84.2 (29.0)                   | 77.4 (25.2)                   | 66.2 (19.0)                   | 55.7 (13.2)                   | 44.6 (7.0)                    | 64.1 (17.8)                   |
| متوسط درجة الحرارة الصغرى °ف (°م)   | 24.6 (−4.1)                   | 26.8 (−2.9)                   | 33.6 (0.9)                    | 43.0 (6.1)                    | 52.6 (11.4)                   | 62.6 (17.0)                   | 67.6 (19.8)                   | 66.1 (18.9)                   | 58.2 (14.6)                   | 46.1 (7.8)                    | 37.4 (3.0)                    | 28.7 (−1.8)                   | 45.7 (7.6)                    |
| الحد الأدنى المتوسط °ف (°م)         | 7.4 (−13.7)                   | 11.6 (−11.3)                  | 17.9 (−7.8)                   | 29.7 (−1.3)                   | 38.7 (3.7)                    | 49.9 (9.9)                    | 56.7 (13.7)                   | 54.3 (12.4)                   | 43.7 (6.5)                    | 32.8 (0.4)                    | 23.3 (−4.8)                   | 13.6 (−10.2)                  | 4.3 (−15.4)                   |
| أدنى درجة حرارة °ف (°م)             | −14 (−26)                     | −15 (−26)                     | 2 (−17)                       | 11 (−12)                      | 30 (−1)                       | 40 (4)                        | 48 (9)                        | 43 (6)                        | 32 (0)                        | 23 (−5)                       | 11 (−12)                      | −7 (−22)                      | −15 (−26)                     |
| الهطول إنش (مم)                     | 3.01 (76)                     | 2.68 (68)                     | 3.92 (100)                    | 3.50 (89)                     | 3.95 (100)                    | 3.88 (99)                     | 4.57 (116)                    | 3.25 (83)                     | 4.32 (110)                    | 3.42 (87)                     | 3.10 (79)                     | 3.48 (88)                     | 43.08 (1٬094)                 |
| متوسط تساقط الثلوج إنش (سم)         | 5.9 (15)                      | 8.3 (21)                      | 1.9 (4.8)                     | 0.3 (0.76)                    | 0 (0)                         | 0 (0)                         | 0 (0)                         | 0 (0)                         | 0 (0)                         | 0 (0)                         | 0.4 (1.0)                     | 3.4 (8.6)                     | 20.2 (51)                     |
| متوسط أيام هطول الأمطار (≥ 0.01 in) | 10.5                          | 9.4                           | 10.7                          | 11.3                          | 11.2                          | 10.3                          | 9.9                           | 8.1                           | 8.5                           | 8.3                           | 9.2                           | 10.3                          | 117.7                         |
| متوسط الأيام المثلجة (≥ 0.1 in)     | 4.3                           | 3.6                           | 1.3                           | 0.4                           | 0                             | 0                             | 0                             | 0                             | 0                             | 0                             | 0.2                           | 2.0                           | 11.8                          |
| المصدر: NOAA</ref>                  |                               |                               |                               |                               |                               |                               |                               |                               |                               |                               |                               |                               |                               |

## توأمة
لويلمنغتون (ديلاوير) اتفاقيات توأمة مع كل من:
- فولدا
- واتفورد
- Olevano sul Tusciano [الإنجليزية]‏
- Kalmar Municipality [الإنجليزية]‏ (28 مارس 1963 -)

## معرض صور

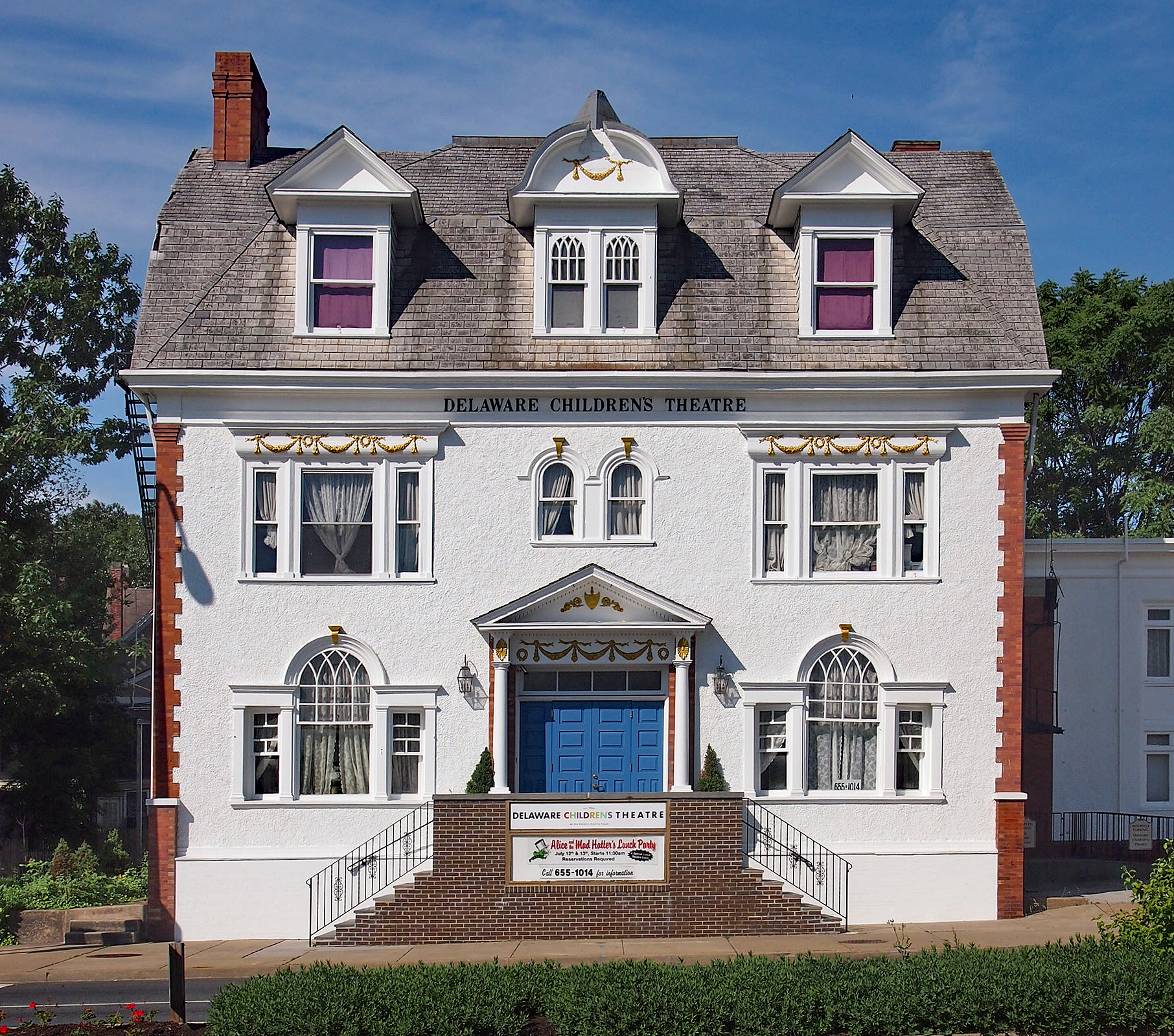
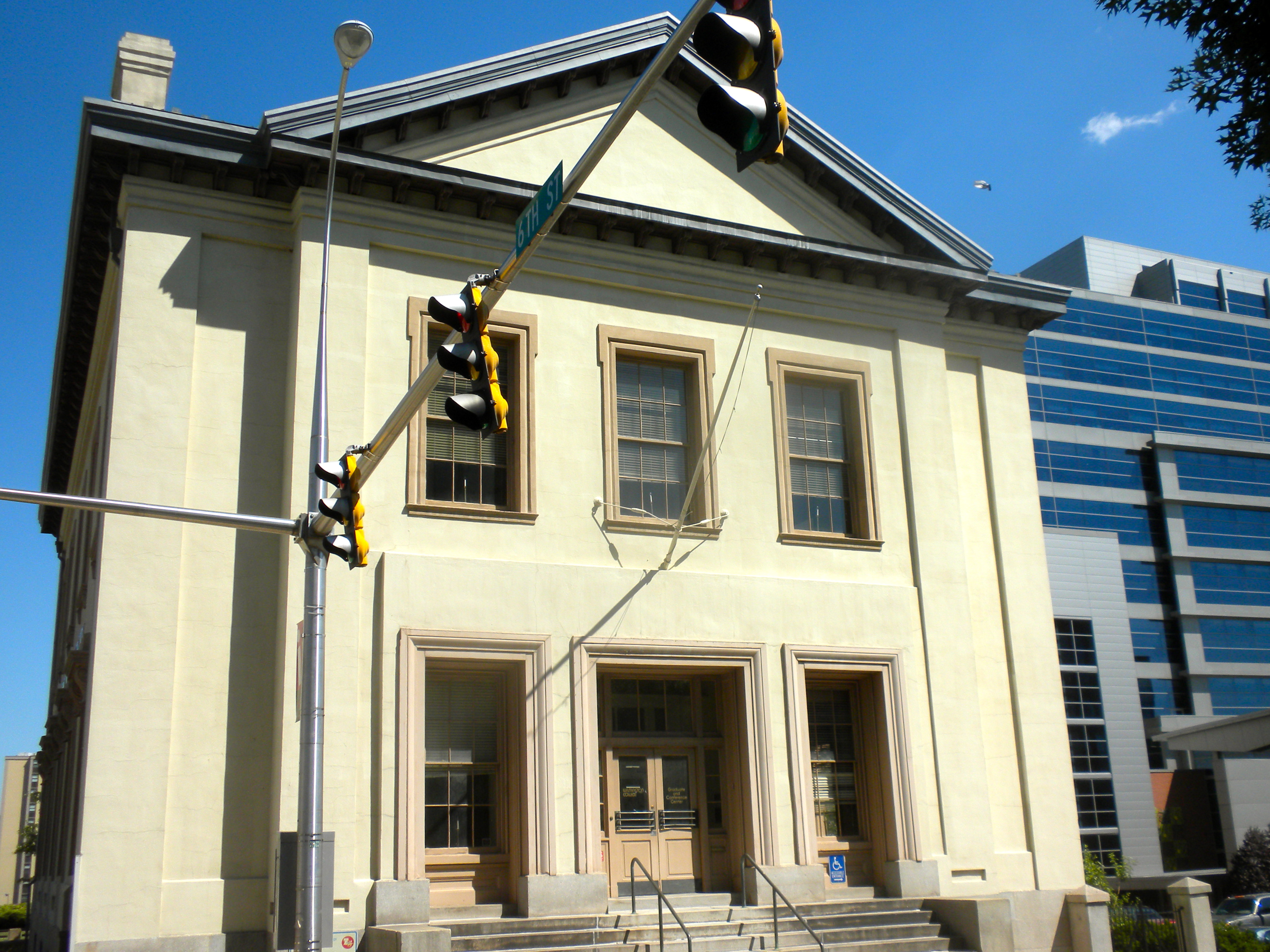
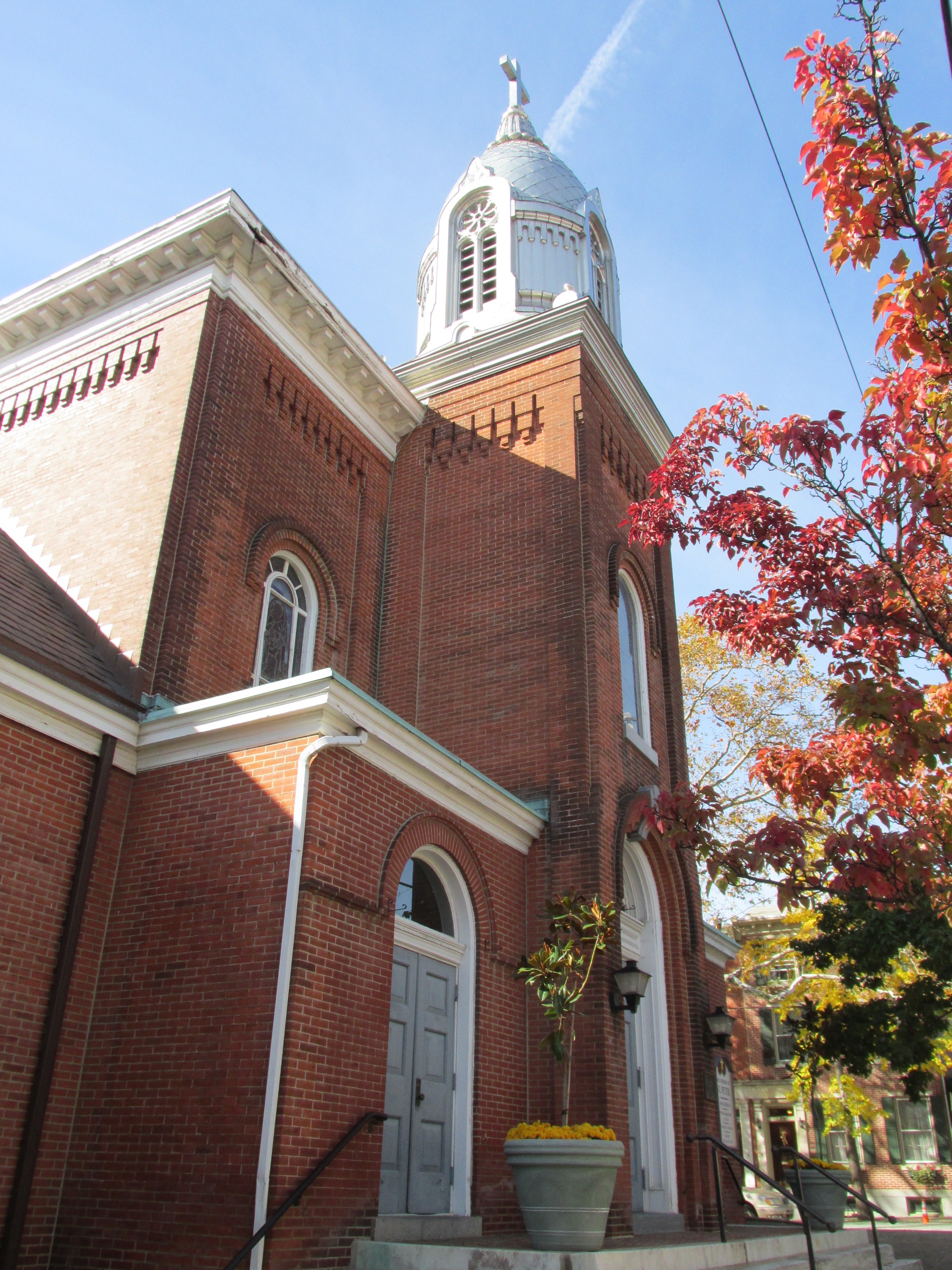
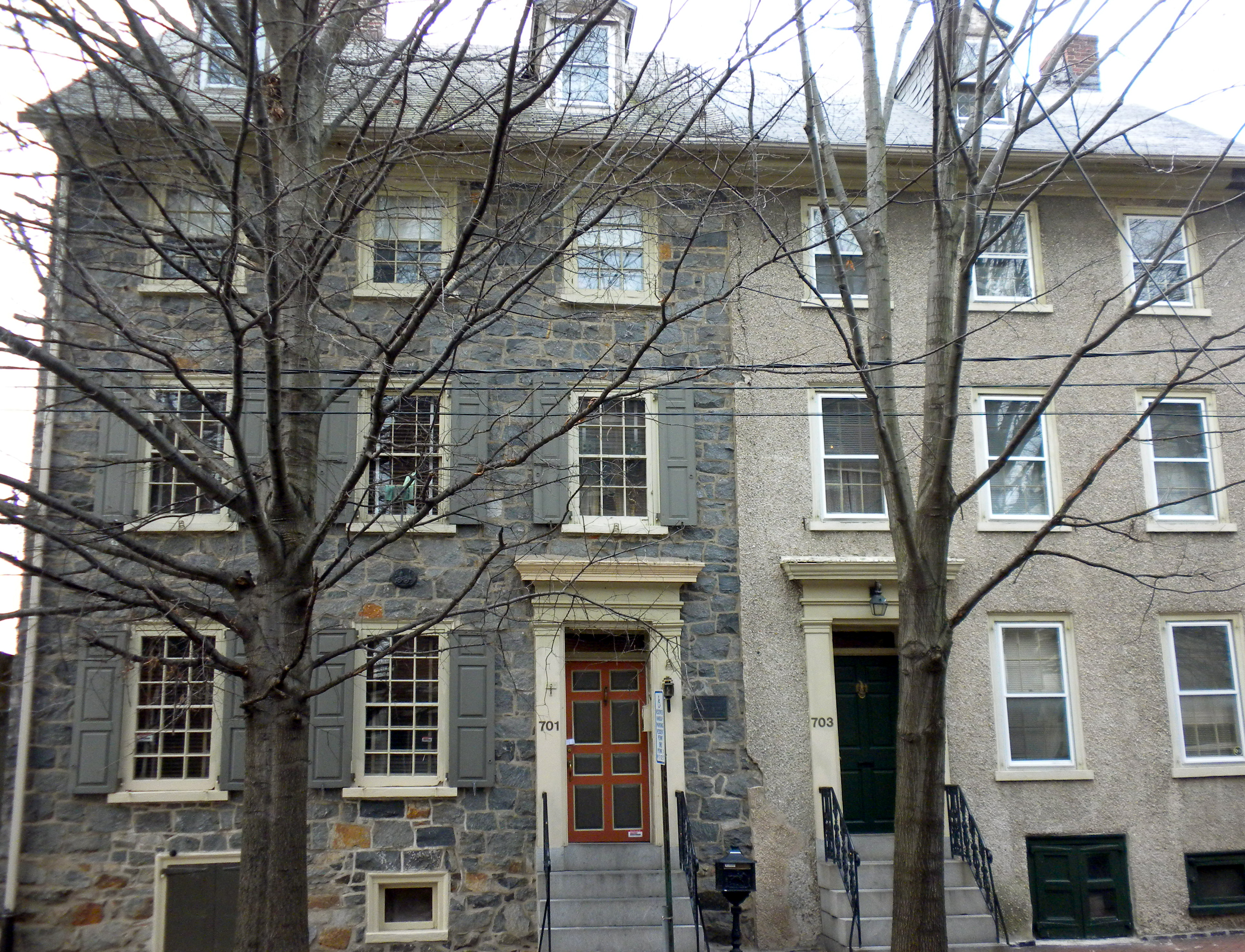
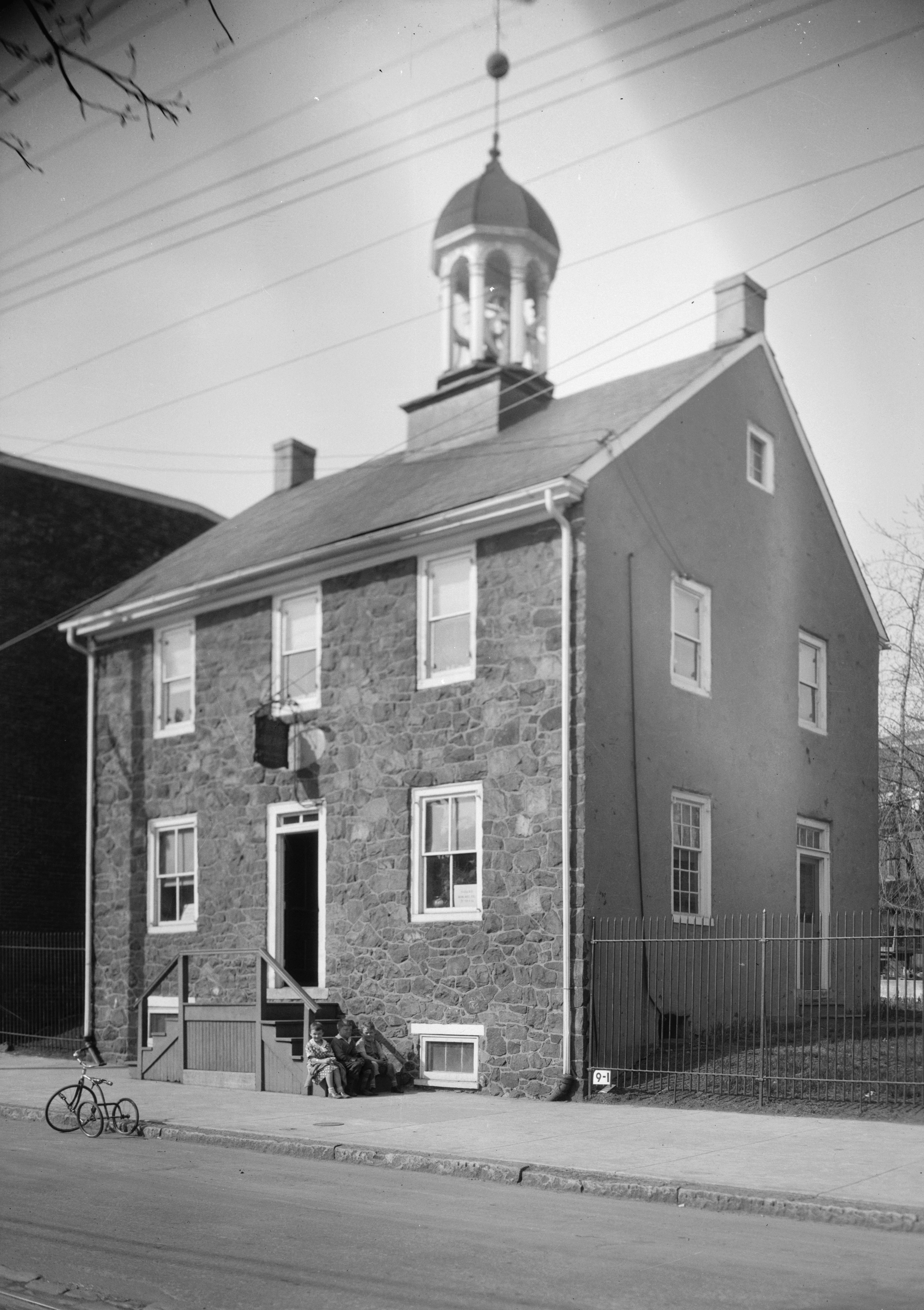
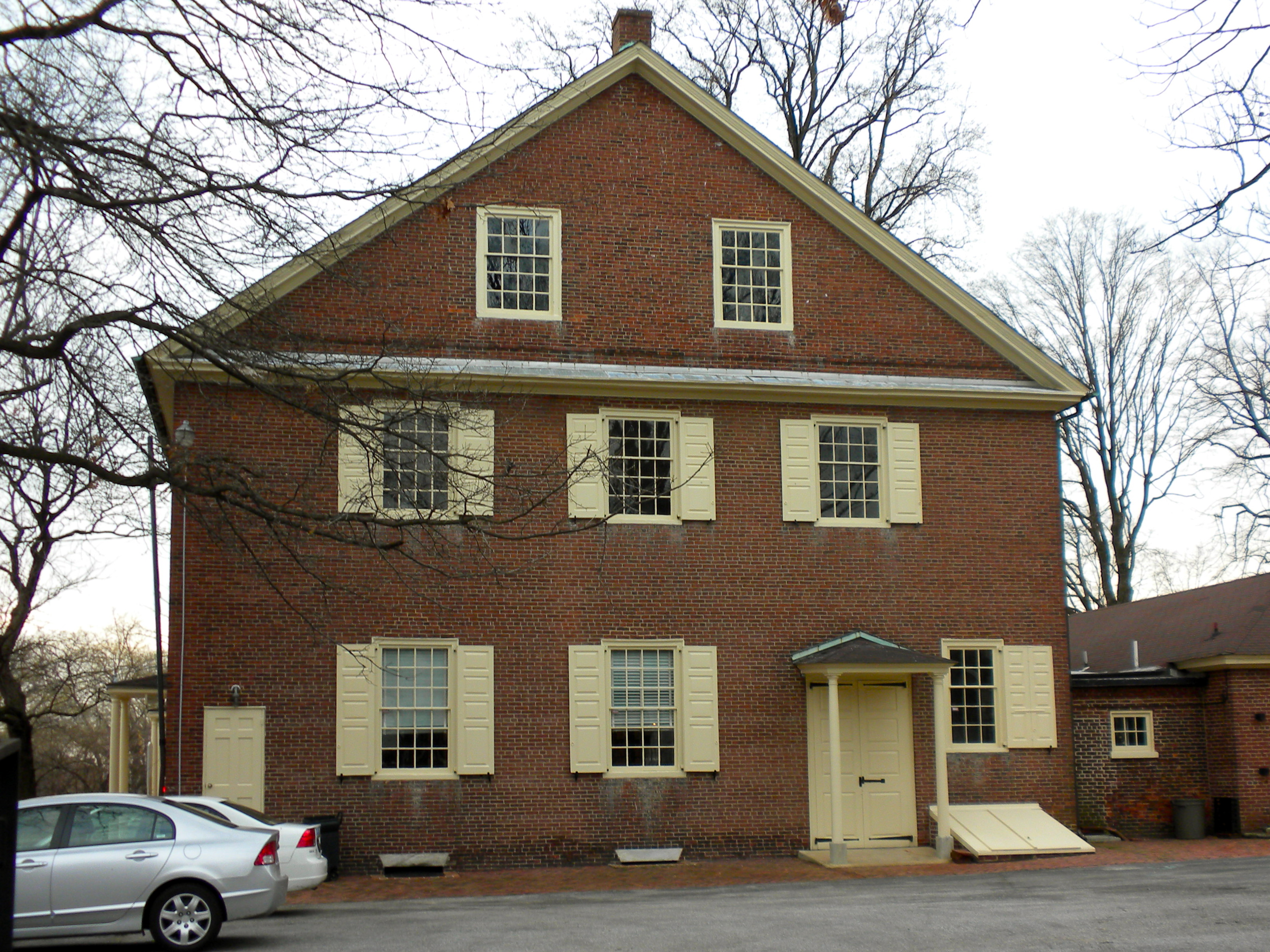

## أعلام
- صموئيل وايت
- والاس هيوم كاروثرز
- سينثيا روثروك
- كليفورد براون
- جورج جراي
- هنري لاتيمر
- إدوارد بال
- نانسي جيه. كوري
- جدج راينهولد
- إليزابيث شو
- جون ويلز
- توماس فرنسيس بايارد
- جيمس إتش ويلسون
- ستيفاني كووليك
- ريتشارد باسيت